# Santa Olalla
Santa Olalla è un comune spagnolo di 3 277 abitanti situato nella comunità autonoma di Castiglia-La Mancia.